# Coboy Junior
Coboy junior es una banda musical juvenil de Indonesia de género pop, formada el 23 de julio de 2011. La banda está integrada por: Aldi, Bastian, Rizky y Iqbaal. Sus fanes también los conocen como Comate (Comboy Junior mate). 
En febrero del 2014, Bastian abandonó a la banda y el nombre de la banda fue reducido a CJR.

## Carrera
Coboy Junior se formó el 23 de julio de 2011, cuando su mánager, Patrick Effendy, llamó a Aldi, Bastian, Iqbaal y Rizky, para ingresar juntos a las audiciones privadas. La banda surgió durante un período, en que las nuevas bandas musicales juveniles (de ambos sexos), se ponían cada vez más de moda. Otros grupos de su misma época, incluyen a Lollipop, Superseven y Swittin. Coboy Junior, contó con el apoyo de una fanaticada de menores de edad entre los 10 a 13 años de edad. Sin embargo, Effendy, cambió su enfoque, apuntando para llegar a un público más amplio, como al público adulto. La banda, además de sus voces, hicieron hincapié en su vestuario y la coreografía. 
Sus canciones a menudo, hablan sobre amor. La banda también ha recibido críticas por el público adulto, de considerarlos demasiados jóvenes para interpretar baladas románticas. También tomaron nota de las consideraciones detrás del enfoque de la música dedicada al amor. En admitir que los menores de edad, suelen escuchar distintas canciones de los adultos, que están más acostumbrados a las canciones dedicadas al amor y por lo tanto son los más interesados en escucharlas.

## Singles
- Kamu (2011)

- Eeaaa (2012)

- Jendral Kancil (2012)

- Kenapa Mengapa (2012)

- Terhebat (2012)

- Satu Senyuman (2013)

- Fight (2012)

- Demam Unyu Unyu (2013)

- Mama (2013)

- Terus Berlari (2013)

## Álbum
- CJR (2013)

## Filmografía
| Año  | Película/Serie                                           | Personaje |
| ---- | -------------------------------------------------------- | --------- |
| 2012 | Coboy Junior: Hanya Kamu (Coboy Junior : seulement vous) | Lui-même  |
| 2013 | Coboy Junior: The Movie                                  | Lui-même  |